# New Haven (Illinois)
New Haven – wieś w Stanach Zjednoczonych, w stanie Illinois, w hrabstwie Gallatin.